# Roland Hattenberger
Roland Hattenberger (Jenbach,  1948. december 7. –) válogatott osztrák labdarúgó, középpályás.

## Pályafutása

### Klubcsapatban
1956 és 1963 között az SK Jenbach, 1963 és 1968 között az SK Kufstein korosztályos csapataiban szerepelt. 1968 és 1971 között a WSG Wattens labdarúgója volt. 1971-ben igazolt az élvonalbeli SSW Innsbruck csapatához, ahol három idény alatt két bajnokságot és egy osztrák kupát nyert az együttessel. 1974 és 1981 között Nyugat-Németországban játszott. Három idényen át a Fortuna Köln, négyben pedig a VfB Stuttgart játékosa volt. 1981-ben visszaszerződött az innsbrucki csapathoz, ahol 1984-ig játszott. Itt fejezte be profi pályafutását. 1984 és 1987 között az alsóbb osztályú FC Kufstein csapatában szerepelt. 39 évesen vonult vissza az aktív labdarúgástól.

### A válogatottban
1972 és 1982 között 51 alkalommal szerepelt az osztrák válogatottban és három gólt szerzett. Részt vett az 1978-as argentínai és 1982-es spanyolországi világbajnokságon.

## Sikerei, díjai
SSW Innsbruck
- Osztrák bajnokság
  - bajnok (2): 1971–72, 1972–73
- Osztrák kupa
  - győztes: 1973